# 하다 잇페이
하다 잇페이(일본어: 羽田 一平, 2000년 12월 15일~)는 일본의 축구 선수이다.

## 구단 경력
그는 2023년 J3리그의 FC 기후에 입단했고, 2년동안 팀에서 뛰었다. 2024년후 현역 은퇴.